# 타밀일람 해방 호랑이
타밀일람 해방 호랑이(타밀어: தமிழீழ விடுதலைப் புலிகள், 영어: Liberation Tiger of Tamil Eelam, LTTE)는 스리랑카의 무장 반군 단체이다. 1970년 이래 힌두교계 타밀족(18%)이  스리랑카에서 탈퇴해 스리랑카 북동부에 독립 국가를 세우기 위해 스리랑카 정부에 맞서 싸워왔지만. 2009년 5월 18일 최고지도자 벨루필라이 프라바카란이 스리랑카 정부군에 의해 사살되고, 타밀 호랑이가 정부군에 항복하면서 스리랑카 내전은 종결되었다.